# Taça de Portugal de Hóquei em Patins de 2023–24
A Taça de Portugal de Hóquei em Patins 2023–24 foi a 49ª edição da Taça de Portugal de Hóquei em Patins, a segunda competição mais importante do calendário nacional de hóquei em patins.
À semelhança das épocas anteriores, consistiu em 6 eliminatórias a 1 só mão (disputadas sempre em casa do clube da divisão inferior) que conduziram à final-four.
Além dos clubes dos campeonatos nacionais (1ª, 2ª e 3ª Divisões) podem participar as equipas dos campeonatos Regionais que se inscreveram, designados de "inscrição livre".
A Final-four será disputada em Barcelos no Pavilhão Municipal de Barcelos a 27 e 28 de abril, sagrande-se como vencedor da competição pela 19ª vez o FC Porto.

## Pré-eliminatória
Nesta eliminatória participaram os clubes da 3ª Divisão, num total de 43 (todos com excepção das equipas B), divididos em 2 zonas: Norte e Sul. O Caldeiras HC entrou com inscrição da AP Ponta Delgada e o GD Estreito como representante da Madeira.
Os jogos foram disputados a 11 e 12 de Novembro de 2023 à exceção do Caldeiras HC - HC Santiago disputado no dia 04 de Novembro.
| 1ª Divisão | 2ª Divisão | 3ª Divisão | Regionais | Total   |
| ---------- | ---------- | ---------- | --------- | ------- |
| 14 / 14    | 25 / 25    | 43 / 43    | 2 / 2     | 84 / 84 |

| J                      | Visitado             | Res | Visitante        |
| ---------------------- | -------------------- | --- | ---------------- |
| Pré Eliminatória Norte |                      |     |                  |
| 1                      | HC Marco             | 2–1 | OH Sports        |
| 2                      | ADJ Vila Praia       | 2–3 | AD "Os Limianos" |
| 3                      | ACDCP Vila Boa Bispo | 3–5 | CD Cucujães      |
| 4                      | CAR Taipense         | 5–3 | HC Paço Rei      |
| 5                      | SC Leiria e Marrazes | 4–2 | CRPF Lavra       |
| 6                      | HC Fão               | 4–6 | GDC Fânzeres     |
| 7                      | HC Penafiel          | 3–1 | CENAP            |
| 8                      | HC Maia              | 2–5 | Termas OC        |
| 9                      | C Infante Sagres     | 9–5 | CRC Os Águias    |
| 10                     | Académico FC         | 0–8 | ACD Gulpilhares  |

| Clubes Isentos | Clubes Isentos |
| Nº             | Clube          |
| Zona Norte     | Zona Norte     |
| -------------- | -------------- |
| 1              | ED Viana       |
| 2              | HC Mealhada    |

| J                    | Visitado            | Res  | Visitante        |
| -------------------- | ------------------- | ---- | ---------------- |
| Pré Eliminatória Sul |                     |      |                  |
| 11                   | Caldeiras HC (R)    | 0–3  | HC Santiago      |
| 12                   | HC Ponta Delgada    | 3–6  | HC "Os Tigres"   |
| 13                   | A Stuart HC Massamá | 4–2  | CS Marítimo      |
| 14                   | HC Madeira          | 0–12 | A Alcobacense CD |
| 15                   | CP Beja             | 5–4  | HC Vasco da Gama |
| 16                   | "Os Corujas" GCC    | 2–5  | Maritimo SC      |
| 17                   | GD Fabril           | 2–5  | GD Sesimbra      |
| 18                   | GDS Cascais         | 2–5  | ACR Santa Cita   |
| 19                   | GC Odivelas         | 0–13 | SC Torres        |
| 20                   | CD Boliqueime       | 4–1  | UDC Nafarros     |

| Clubes Isentos | Clubes Isentos        |
| Nº             | Clube                 |
| Zona Sul       | Zona Sul              |
| -------------- | --------------------- |
| 3              | Juventude Azeitonense |
| 4              | APAC Tojal            |
| 5              | GD Estreito (R)       |

## 32 Avos de final
O sorteio dos 32 avos de final da Taça de Portugal realizou-se dia 15 de Novembro de 2023, com a participação das 64 equipas apuradas: 14 do Campeonato Placard, 12 da Zona Norte do Nacional da 2ª Divisão, outras 13 da Zona Sul da mesma competição, 24 da 3ª Divisão sendo que 6 são da Zona Norte “A”, 6 da Zona Norte “B”, 5 da Zona Sul “A” e 7 da Zona Sul “B” e 1 de Inscrição livre (GD Estreito de Câmara de Lobos, na Madeira).
As condicionantes do sorteio desta fase eram que equipas do Campeonato Placard não se podiam defrontar e equipas da divisão inferior jogam sempre no seu recinto.
Os jogos serão disputados no fim de semana de 2 de dezembro de 2023.
| 1ª Divisão | 2ª Divisão | 3ª Divisão | Regionais | Total   |
| ---------- | ---------- | ---------- | --------- | ------- |
| 14 / 14    | 25 / 25    | 24 / 43    | 1 / 2     | 64 / 84 |

| J  | Visitado               | Res  | Visitante               |
| -- | ---------------------- | ---- | ----------------------- |
| 1  | CP Beja (III)          | 3–7  | UF Entrocamento (II)    |
| 2  | GDC Fânzeres (III)     | 4–6  | Biblioteca IR (II)      |
| 3  | AD Sanjoanense (II)    | 6–5  | AD Valongo (I)          |
| 4  | APAC Tojal (III)       | 6–2  | AE Física D (II)        |
| 5  | HC Mealhada (III)      | 2–14 | Sporting CP (I)         |
| 6  | Juv. Azeitonense (III) | 0–14 | Riba d'Ave (I)          |
| 7  | HC "Os Tigres" (III)   | 2–0  | Infante Sagres (III)    |
| 8  | CP Sobreira (II)       | 1–5  | HC Sintra (II)          |
| 9  | Valença HC (II)        | 3–4  | GRF Murches (I)         |
| 10 | SC Marinhense (II)     | 2–5  | Famalicense AC (I)      |
| 11 | CD Póvoa (II)          | 4–9  | UD Oliveirense (I)      |
| 12 | HC Santiago (III)      | 8–6  | Stuart HC Massamá (III) |
| 13 | CD Boliqueime (III)    | 1–6  | CH Carvalhos (I)        |
| 14 | ACR Santa Cita (III)   | 1–13 | HC Braga (I)            |
| 15 | HC Marco (III)         | 0–8  | HC Turquel (I)          |
| 16 | UD Vilafranquense (II) | 0–9  | FC Porto (I)            |

| J  | Visitado                   | Res  | Visitante               |
| -- | -------------------------- | ---- | ----------------------- |
| 17 | CA Feira (II)              | 0–4  | HA Cambra (II)          |
| 18 | SC Leiria e Marrazes (III) | 0–4  | Juv. Pacense (I)        |
| 19 | Termas OC (III)            | 2–5  | Candelária SC(II)       |
| 20 | CD Cucujães (III)          | 1–11 | Parede FC(II)           |
| 21 | Marítimo SC (III)          | 6–4  | Juv. Viana (II)         |
| 22 | CAR Taipense (III)         | 8–9  | EL Azeméis (II)         |
| 23 | AA Espinho (II)            | 2–0  | Juv. Salesiana (II)     |
| 24 | AD "Os Limianos" (III)     | 3–0  | Académica Coimbra (III) |
| 25 | Alcobacense CD (III)       | 3–1  | HCP Grândola (II)       |
| 26 | ED Viana (III)             | 10–9 | GD Criar-T (II)         |
| 27 | HC Penafiel (III)          | 3–7  | AD Oeiras (II)          |
| 28 | GD Sesimbra (III)          | 3–12 | SL Benfica (I)          |
| 29 | SC Torres (III)            | 3–5  | USC Paredes (II)        |
| 30 | ACD Gulpilhares (III)      | 4–5  | Alenquer e Benfica(II)  |
| 31 | CD Paço Arcos (II)         | 2–5  | OC Barcelos (I)         |
| 32 | GD Estreito (R)            | 1–19 | SC Tomar (I)            |

## 16 Avos de final
O sorteio dos 16 avos de final da Taça de Portugal realizou-se dia 21 de Dezembro de 2023, com a participação das 32 equipas apuradas: 13 do Campeonato Placard, 12 da 2ª Divisão, 7 da 3ª Divisão.
As condicionantes do sorteio desta fase eram que equipas do Campeonato Placard não se podiam defrontar e equipas da divisão inferior jogam sempre no seu recinto.
| 1ª Divisão | 2ª Divisão | 3ª Divisão | Regionais | Total   |
| ---------- | ---------- | ---------- | --------- | ------- |
| 13 / 14    | 12 / 25    | 7 / 43     | 0 / 2     | 32 / 84 |